# Ljudmyla Semykina
Ljudmyla Nikolaevna Semykina (ukrajinsky Людмила Миколаївна Семикіна, 23. srpna 1924 Oděsa – 12. ledna 2021) byla ukrajinská výtvarnice a malířka a zasloužilá umělkyně Ukrajiny (2009).
Jako nadějná mladá umělkyně byla z politických důvodů zbavena možnosti malovat. Své tvůrčí nápady a vášeň pro ukrajinskou tradici proto začala ztělesňovat v podobě oděvního návrhářství. Po znovuzískání nezávislosti Ukrajiny v roce 1991 se vrátila k aktivní tvůrčí práci a získala prestižní národní ocenění. Její díla jsou součástí sbírek významných ukrajinských muzejí a soukromých sbírek v zahraničí.

## Biografie
Ljudmyla Semykina se narodila v roce 1924 v Oděse. Její otec zastával vysokou funkci v místní komunistické straně. V roce 1932 se odmítl podílet na vládou vyvolaném hladomoru a ze strany vystoupil. Následně začal pracovat jako tesař.
Semykina absolvovala oděskou uměleckou školu v roce 1943 a Kyjevský státní umělecký institut v roce 1953. V padesátých a šedesátých letech 20. století se věnovala malbě krajin, zátiší a portrétů, často s motivy Oděsy a Černého moře. V roce 1958 se stala členkou Svazu ukrajinských umělců. V letech 1960–1965 byla aktivní účastnicí Klubu tvořivé mládeže. V roce 1964 se stala spoluautorkou vitráže „Taras Ševčenko“ pro vestibul hlavní budovy Kyjevské univerzity, věnované 150. výročí básníkova narození. Byl na ní zobrazen rozzlobený Taras Ševčenko, který drží v ruce zbitou ženu a knihu. Zbitá žena podle autorky symbolizovala Ukrajinu. Komise Svazu umělců dílo kvalifikovala jako „ideologicky závadné“, Semykina byla za tvorbu vitráže vyloučena ze Svazu ukrajinských umělců a vitráž byla zničena.
Krátce poté, co byla znovu přijata do svazu umělců, byla opět vyloučena za to, že v březnu 1968 podepsala protestní dopis adresovaný Leonidu Brežněvovi, Alexeji Kosyginovi a Nikolaji Podgornému s požadavkem zastavit praxi nezákonných politických procesů. Nemohla přijímat státní zakázky, účastnit se výstav ani si malováním vydělávat na živobytí. V letech 1968–1988 proto navrhovala oděvy inspirované ukrajinským folklórem a tradicemi. Pracovala jako kostýmní výtvarnice v divadle a ve filmu a navrhla řadu monumentálních uměleckých děl v Kyjevě. Členkou Svazu výtvarných umělců se stala znovu v roce 1988. Po znovuzískání nezávislosti Ukrajiny v roce 1991 se vrátila k aktivní tvůrčí práci.
Semykina byla vdaná za výtvarníka Michaila Sergejeviče Barojance.

## Dílo

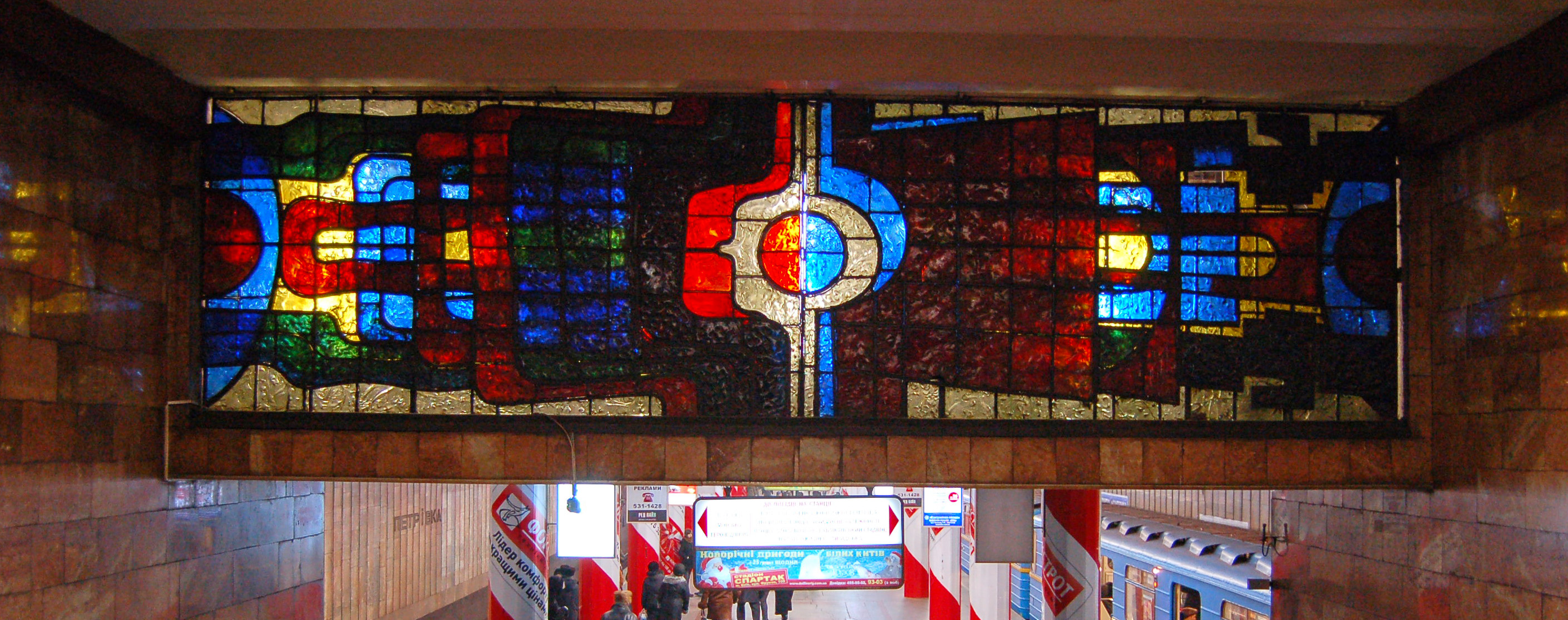
Stanice metra Počajna, vitrážové okno nad schodištěm na nástupiště, severní východ

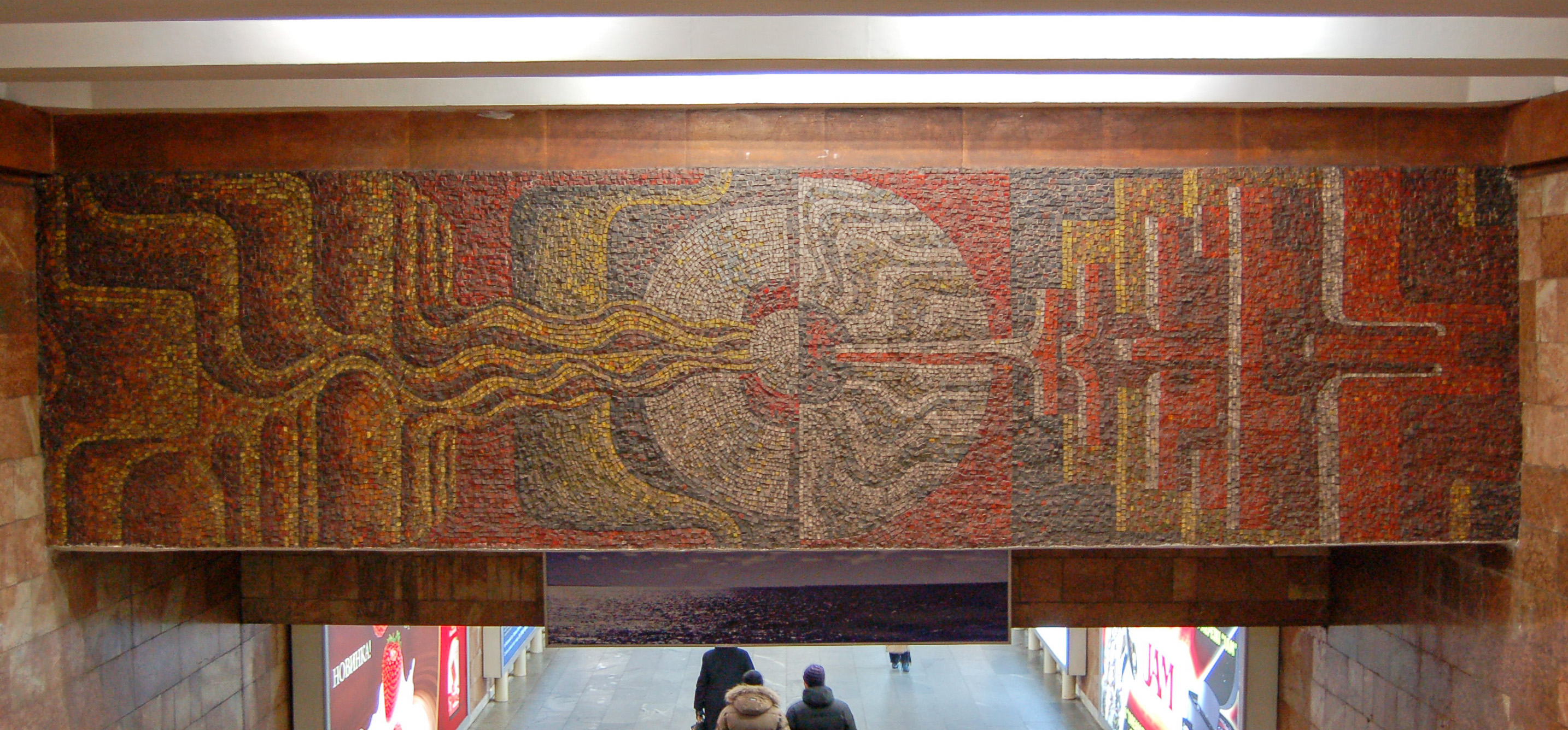
Stanice metra Počajna, mozaika nad schodištěm na nástupiště, jižní východ

Díla Ljudmily Semykiny jsou zastoupena v Národním muzeu umění Ukrajiny a v dalších muzejních, galerijních a soukromých sbírkách na Ukrajině i v zahraničí. Mezi její nejznámější díla patří:
- Skupinový portrét starého bolševického arzenálu (1954)
- V oděském přístavu
- Zimní večer
- Soumrak (1954)
- Větrný den (1957)
- Oprava nábřeží (1960)
- Rána (1961)
- Kyjevská legenda (1966)
- Kostýmní skicy pro film Zachar Berkut (1970-1971)
- Návrh stanice metra Počajna v Kyjevě (1980)

## Ocenění
V roce 1997 se stala laureátkou ukrajinské Národní ceny Tarase Ševčenka a v roce 2000 Ceny Vasila Stuse. Byla čestnou občankou Kyjeva. V roce 2009 jí byl udělen titul zasloužilá umělkyně Ukrajiny.